# Analiza Du Ponta
Analiza Du Ponta także model Du Ponta, piramida Du Ponta – metoda umożliwiająca w sposób syntetyczny i kompleksowy przeprowadzenie oceny zyskowności przedsiębiorstwa przy pomocy wybranych danych finansowych pochodzących z rachunku zysków i strat oraz bilansu.

## Idea i cele piramidy Du Ponta
Rozwinięciem analizy wskaźnikowej opartej na pojedynczych wskaźnikach jest piramidalna analiza rentowności kapitału własnego zwana również analizą Du Ponta (od nazwy amerykańskiego potentata chemicznego, który stworzył i użył tej analizy po raz pierwszy w 1919 r.). Analiza piramidalna jest bezpośrednio związana z kierunkiem badania analitycznego polegającego na rozłożeniu, dezintegracji i dezagregacji wskaźnika zwrotu z kapitału własnego (ROE) celem poznania wzajemnego oddziaływania, czyli współzależności przyczynowo-skutkowych, występujących pomiędzy elementami struktury składającej się na ten wskaźnik. Analiza ta jest oparta na systemie wzajemnych powiązań i wzajemnego oddziaływania wskaźników finansowych, w którym ze względu na ich budowę wyróżnia się dwie główne grupy:
- Grupę wskaźników finansowych umiejscowionych „obok siebie” charakteryzujących się ścisłym zakresem, który opisują i wyjaśniają oraz formalnymi (matematycznymi) powiązaniami poszczególnych relacji,
- Grupę wskaźników ściśle powiązanych wzajemnymi relacjami – zarówno w układzie poziomym, jak i pionowym.

Głównym celem analizy Du Ponta jest zidentyfikowanie oraz wskazanie kluczowych obszarów działalności przedsiębiorstwa, które obecnie oddziałują na uzyskiwaną przez przedsiębiorstwo rentowność kapitału własnego i których zmiany w przyszłości mogą poprawić lub pogorszyć sytuację finansową przedsiębiorstwa. Informacje, jakie za sobą niesie model piramidalny mają kluczowe znaczenie zarówno dla kierownictwa, jak i pozostałych odbiorców (interesariuszy) informacji gospodarczych płynących z przedsiębiorstwa.

## Opis modelu piramidalnego Du Ponta
Model Du Ponta bazuje na wybranych pozycjach bilansu oraz rachunku zysków i strat. Ukazuje on zależności przyczynowo-skutkowe zachodzące pomiędzy bardzo ogólnymi wskaźnikami (takimi jak ROE czy ROA) oraz wskaźnikami występującymi na niższych poziomach piramidy (zyskowność netto – ROS, czy obrotowość aktywów – TAT). Podstawowym celem tworzenia modelu (piramidy) jest zarówno synteza informacji gospodarczych zawartych w syntetycznym wskaźniku, jakim jest uzyskiwany zwrot z kapitału własnego, na informacje pochodzące z pojedynczych wskaźników finansowych, jak i rozłożenie informacji zawartych w tych pojedynczych wskaźnikach finansowych na dane o najniższym stopniu ogólności (pozycje pochodzące bezpośrednio ze sprawozdań finansowych). Układ piramidy pozwala więc na analizę zarówno w układzie od ogółu do szczegółu (z góry „czubka” piramidy do dołu „podstawy” piramidy) oraz w układzie od szczegółu do ogółu (od „podstawy” do „czubka”). Dzięki tak pogłębionej analizie możliwa staje się nie tylko pełna i kompleksowa ocena obecnej działalności przedsiębiorstwa, ale także przewidywanie dalszego kierunku oraz tempa jego rozwoju. Układ piramidy pozwala również na analizę w ujęciu czasowym, retrospektywnym i prognostycznym.
Jest to podstawowa tożsamość modelu. Mnożnik kapitału własnego ukazuje stopień zaangażowania kapitałów własnych w majątku przedsiębiorstwa. Wartość tego mnożnika zawierać się może w przedziale od 1 do, teoretycznie, plus nieskończoności. Mnożnik (EM, equity multiplier) jest miernikiem dźwigni finansowej oraz wskazuje na stosunek zaangażowanych w firmie kapitałów własnych i obcych, bowiem można wyrazić go również następującą relacją:
{\displaystyle {\frac {1}{1-{\frac {\text{zobowiazania}}{\text{aktywa}}}}},}
gdzie stosunek zobowiązań do aktywów jest wskaźnikiem długu (DR), czyli mnożnik można sprowadzić do następującej postaci:
{\displaystyle {\frac {1}{1-DR}}.}

## Analityczna postać piramida Du Ponta
Na schemacie zaprezentowano analityczną postać modelu (piramidy) Du Ponta.
Środkowa część piramidy pokazuje proces analityczny (obliczeniowy) koncentrujący się na obliczaniu poziomu efektywności wykorzystania aktywów mierzonej za pomocą wskaźnika rotacji aktywów (TAT). Sumując aktywa trwałe i obrotowe uzyskuje się wartość aktywów ogółem. Następnie poprzez podzielnie wartości sprzedaży przez aktywa ogółem jest uzyskiwany wskaźnik rotacji aktywów (TAT). Dzięki informacjom dostarczanym przez wskaźnik TAT uzyskujemy wiedzę dotyczącą poziomu efektywności (wydajności ekonomicznej) posiadanych (wykorzystywanych) przez przedsiębiorstwo aktywów.
Lewa strona piramidy przedstawia natomiast procedurę obliczania poziomu zyskowności działania mierzonej wskaźnikiem zyskowności netto obrotu (zwanym również wskaźnikiem marży zysku netto – ROS). Zysk netto otrzymywany jest poprzez odjęcie od wartości wszystkich przychodów sumy wszystkich kosztów i skorygowanie o zyski i straty nadzwyczajne oraz podatek dochodowy. Poprzez odniesienie zysku netto do wartości sprzedaży uzyskujemy wskaźnik ROS. Mnożąc następnie ten wskaźnik przez wskaźnik rotacji aktywów ogółem otrzymujemy stopę zysku z aktywów (ROA). Rentowność aktywów zależna jest więc od zyskowności sprzedaży oraz rotacji aktywów TAT
{\displaystyle ROA=ROS\times TAT.}
Prawa strona piramidy prezentuje wpływ struktury kapitału (mnożnika kapitału własnego) na uzyskiwany poziom rentowności z zaangażowanego kapitału własnego. Poziom mnożnika jest kształtowany przez wartość wskaźnika długu, który obrazuje poziom „zlewarowania” (wykorzystywania długu – zobowiązań do finansowania aktywów).
Poprzez kolejne rozszerzenia modelu, tworzące tzw. rozszerzony model Du Ponta rentowność kapitałów własnych może zostać opisana przez następujące równanie:
{\displaystyle ROE=ROS\times TAT\times A/E.}
Z przedstawionego powyżej równania wynika jednoznacznie, że rentowność kapitałów własnych (inaczej ich zwrot) zależna jest w głównej mierze bezpośrednio od trzech czynników:
- poziomu rentowności sprzedaży netto, wyrażonej wskaźnikiem ROS (obszaru zyskowności działalności),
- poziomu efektywności wykorzystania aktywów, czyli rotacji (obrotowości) aktywów TAT (obszaru ekonomicznej wydajności posiadanych aktywów – efektów uzyskiwanych z zaangażowania kapitału w aktywa),
- poziomu mnożnika kapitału własnego, wyrażonego przez wskaźnik A/E (obszaru struktury kapitału, czyli finansowania aktywów).

## Zastosowanie
Analiza Du Ponta:
- pozwala zrozumieć, z czego wynika zyskowność przedsiębiorstwa,
- umożliwia porównywanie między sobą różnych inwestycji,
- umożliwia zestawianie firm w danej branży w celu porównania sposobów, w jaki osiągają one zwrot z aktywów,
- pozwala na obserwowanie zmian w czasie, zwłaszcza struktury ROE w celu wykrycia i eliminacji niekorzystnych tendencji,
- jest doskonałym narzędziem edukacyjnym, pokazującym pracownikom jakie elementy wpływają na zyskowność przedsiębiorstwa, dzięki czemu łatwiej jest przedstawić im sposoby, w jakie oni sami mogą pozytywnie wpłynąć na osiągane wyniki.